# Lijst van voetbalinterlands Bhutan - Turkmenistan
Deze lijst van voetbalinterlands is een overzicht van alle officiële voetbalwedstrijden tussen de nationale teams van Bhutan en Turkmenistan. De landen speelden tot op heden twee keer tegen elkaar. De eerste ontmoeting, een kwalificatiewedstrijd voor de Azië Cup 2000, werd gespeeld op 16 februari 2000 in Koeweit. Het laatste duel, een kwalificatiewedstrijd voor de AFC Challenge Cup 2010, vond plaats in Malé (Maldiven) op 16 april 2009.

## Wedstrijden
| № | Plaats  | Datum            | Competitie                          | Wedstrijd             | Uitslag |
| - | ------- | ---------------- | ----------------------------------- | --------------------- | ------- |
| 1 | Koeweit | 16 februari 2000 | Azië Cup 2000 kwalificatie          | Bhutan – Turkmenistan | 0 – 8   |
| 2 | Malé    | 16 april 2009    | AFC Challenge Cup 2010 kwalificatie | Turkmenistan – Bhutan | 7 – 0   |

## Samenvatting
| Competitie                     | Totaal gespeeld | Winst Bhutan | Gelijk | Winst Turkmenistan | Doelsaldo Bhutan – Turkmenistan |
| ------------------------------ | --------------- | ------------ | ------ | ------------------ | ------------------------------- |
| Azië Cup-kwalificatie          | 1               | 0            | 0      | 1                  | 0 − 8                           |
| AFC Challenge Cup-kwalificatie | 1               | 0            | 0      | 1                  | 0 − 7                           |
| Totaal                         | 2               | 0            | 0      | 2                  | 0 − 15                          |

Wedstrijden bepaald door strafschoppen worden, in lijn met de FIFA, als een gelijkspel gerekend.
BFF · Bhutaans vrouwenelftal
Afghanistan ·
Bangladesh ·
Brunei ·
Cambodja ·
Centraal-Afrikaanse Republiek ·
China ·
Filipijnen ·
Guam ·
Hongkong ·
India ·
Indonesië ·
Jemen ·
Koeweit ·
Laos ·
Libanon ·
Macau ·
Malediven ·
Maleisië ·
Mongolië ·
Montserrat ·
Nepal ·
Oman ·
Pakistan ·
Palestina ·
Qatar ·
Saoedi-Arabië ·
Sri Lanka ·
Tadzjikistan ·
Thailand ·
Turkmenistan
AFFA · A-internationals · Bondscoaches · Statistieken · Turkmeens vrouwenelftal · Turkmenistan U21 · Turkmenistan U20 · Turkmenistan U19 · Turkmenistan U17
1992 – 1999 ·
2000 – 2009 ·
2010 – 2019 ·
2020 − 2029
1992 ·
1993 ·
1994 ·
1995 ·
1996 ·
1997 ·
1998 ·
1999 ·
2000 ·
2001 ·
2002 ·
2003 ·
2004 ·
2005 ·
2006 ·
2007 ·
2008 ·
2009 ·
2010 ·
2011 ·
2012 ·
2013 ·
2014 ·
2015 ·
2016 ·
2017 ·
2018 ·
2019 ·
2020 ·
2021 ·
2022
Afghanistan ·
Armenië ·
Azerbeidzjan ·
Bahrein ·
Bangladesh ·
Bhutan ·
Cambodja ·
China ·
Estland ·
Filipijnen ·
Guam ·
Hongkong ·
India ·
Indonesië ·
Irak ·
Iran ·
Japan ·
Jemen ·
Jordanië ·
Kazachstan ·
Kirgizië ·
Koeweit ·
Laos ·
Libanon ·
Litouwen ·
Malediven ·
Maleisië ·
Myanmar ·
Nepal ·
Noord-Korea ·
Oeganda ·
Oezbekistan ·
Oman ·
Pakistan ·
Palestina ·
Qatar ·
Roemenië ·
Saoedi-Arabië ·
Singapore ·
Sri Lanka ·
Syrië ·
Tadzjikistan ·
Taiwan ·
Thailand ·
Verenigde Arabische Emiraten ·
Vietnam ·
Zuid-Korea